# سيمون مور (لاعب كريكت)
سيمون مور (19 يونيو 1973 في المملكة المتحدة - ) (بالإنجليزية: Simon Moore)‏ هو لاعب كريكت بريطاني. لعب مع Essex Cricket Board ‏.